# Connew PC1
La Connew PC1 è una monoposto di Formula 1, costruita dalla scuderia britannica Connew PC1 per partecipare al Campionato mondiale di Formula 1 1972.
Progettata da Peter Connew era alimentata da un motore V8 da 3,0 litri Cosworth DFV.